# Выглен (Сливенская область)
Выглен (болг. Въглен) — село в Болгарии. Находится в Сливенской области, входит в общину Сливен. Население составляет 88 человек.

## Политическая ситуация
В местном кметстве должность кмета исполняет Ахмед Якубов (Болгарская социалистическая партия).
Кмет (мэр) общины Сливен — Стефан Радев (ГЕРБ).